# Cimetière de Friedrichswerder

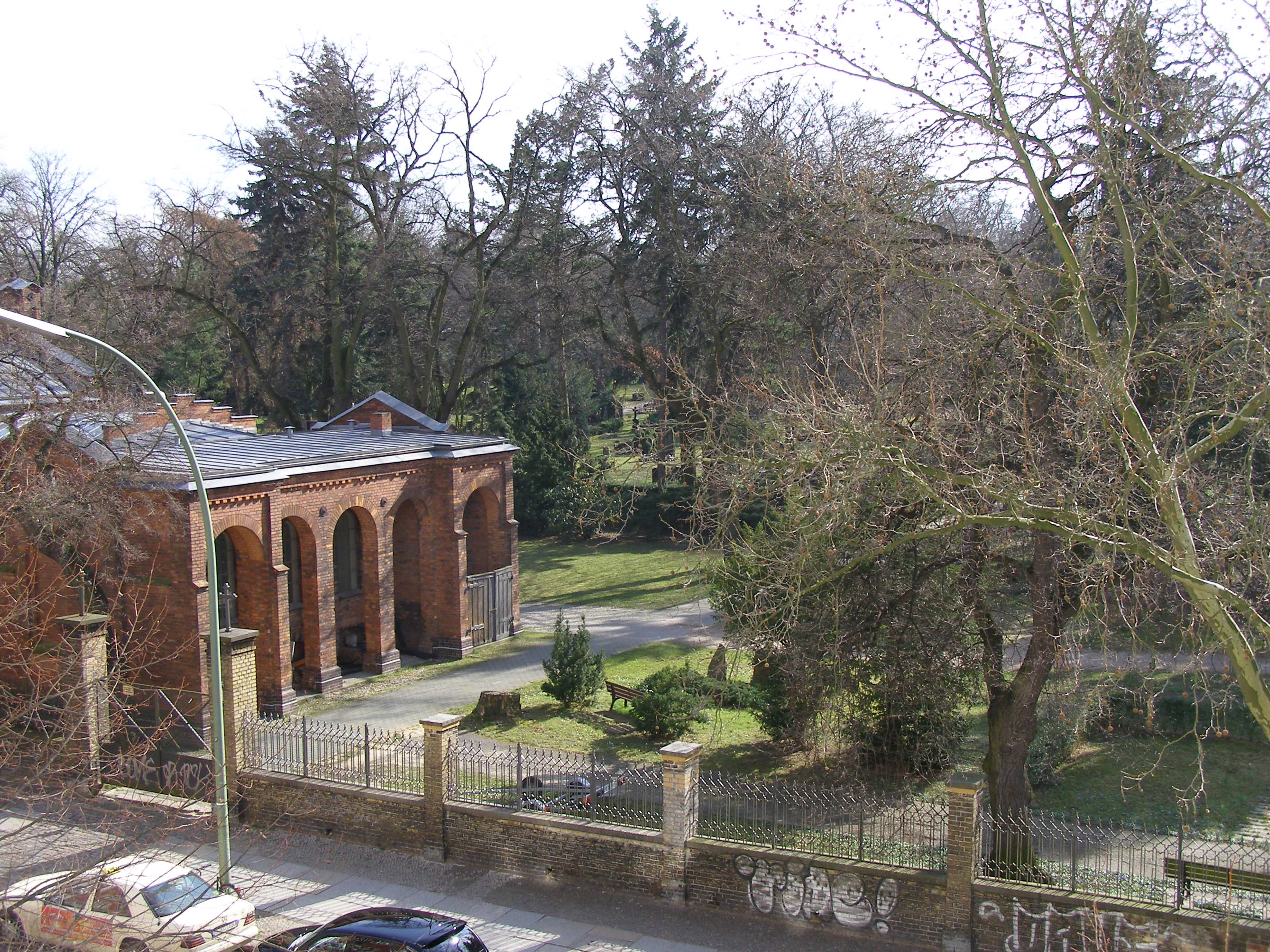
Vue depuis la Bergmannstraße

Le cimetière de la communauté de Friedrichswerder est situé sur la Bergmannstraße à Berlin-Kreuzberg. Il est inauguré le 17 janvier 1844 et couvre une superficie de 30 800 mètres carrés. La chapelle n'est construite qu'en 1875/76.
Le cimetière de Jérusalem et de la nouvelle église (division IV) forme sa limite à l'est, le cimetière II de la Trinité à l'ouest. Avec ceux-ci et le cimetière de Luisenstadt, il appartient au complexe de cimetières de la Bergmannstraße, qui sont reliés les uns aux autres il y a quelques décennies par des ouvertures.
Le cimetière de Friedrichswerder est le deuxième, mais le premier cimetière indépendant de la communauté, après avoir partagé le cimetière des communautés de Dorotheenstadt et de Friedrichswerder. C'est pourquoi on l'appelle parfois cimetière de Friedrichswerder II . L'administration du cimetière tranche cette vieille question litigieuse en apposant un panneau d'entrée Cimetière de Friedrichswerder.
L'église associée est l'église de Friedrichswerder à Berlin-Mitte, un bâtiment de Karl Friedrich Schinkel, qui après de graves dommages de guerre est restauré pour la première fois par la RDA, puis à nouveau en 1997 avec des matériaux de meilleure qualité. Elle est utilisée depuis 1987 par l'Académie des Arts de Berlin.
Au total, 174 victimes de la guerre et de la tyrannie reposent dans ce cimetière, dans un cimetière de guerre fermé, dans des tombes individuelles et 25 dans une tombe collective.

## Tombes de personnalités connues

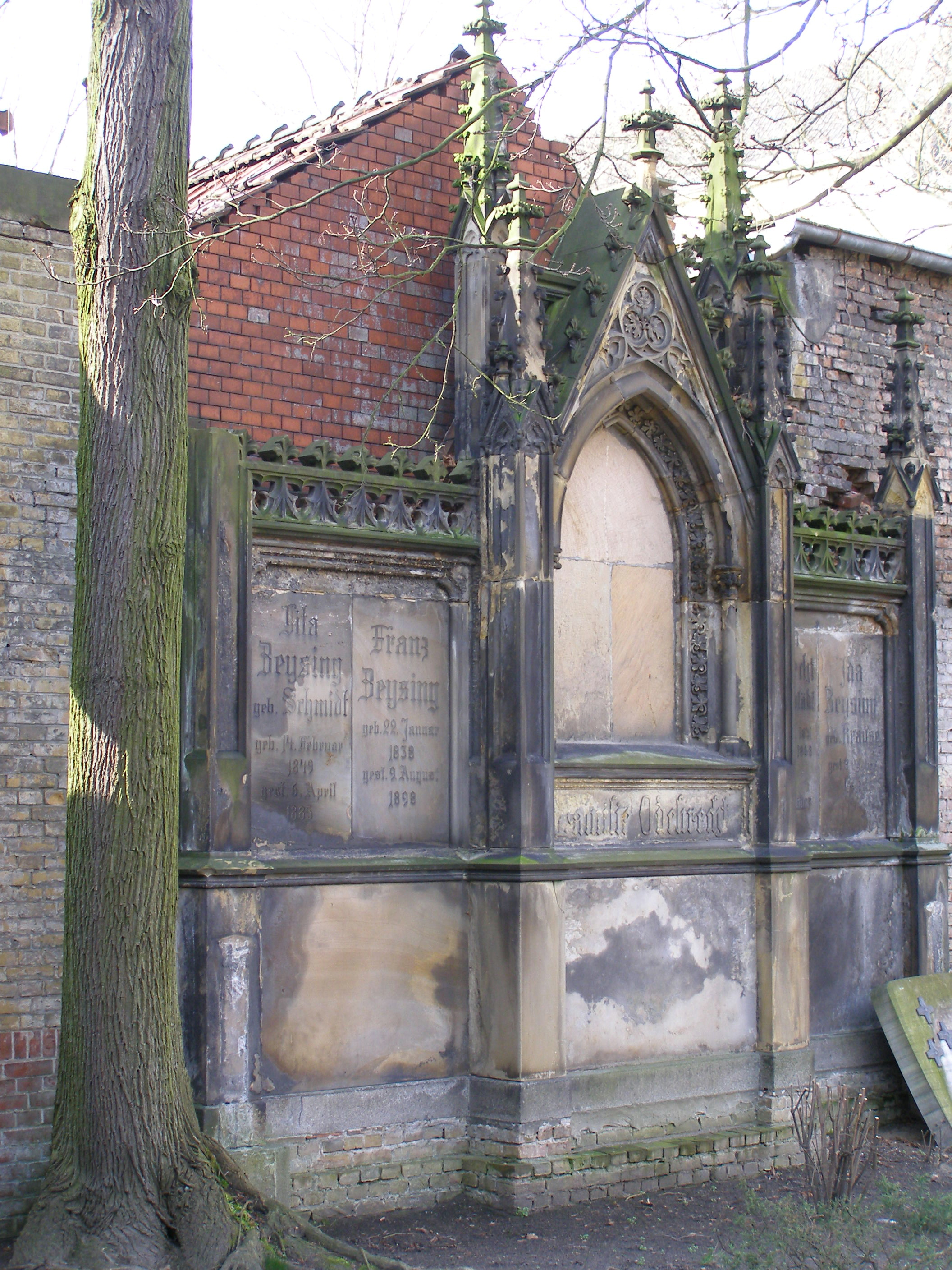
Tombe de Beysing

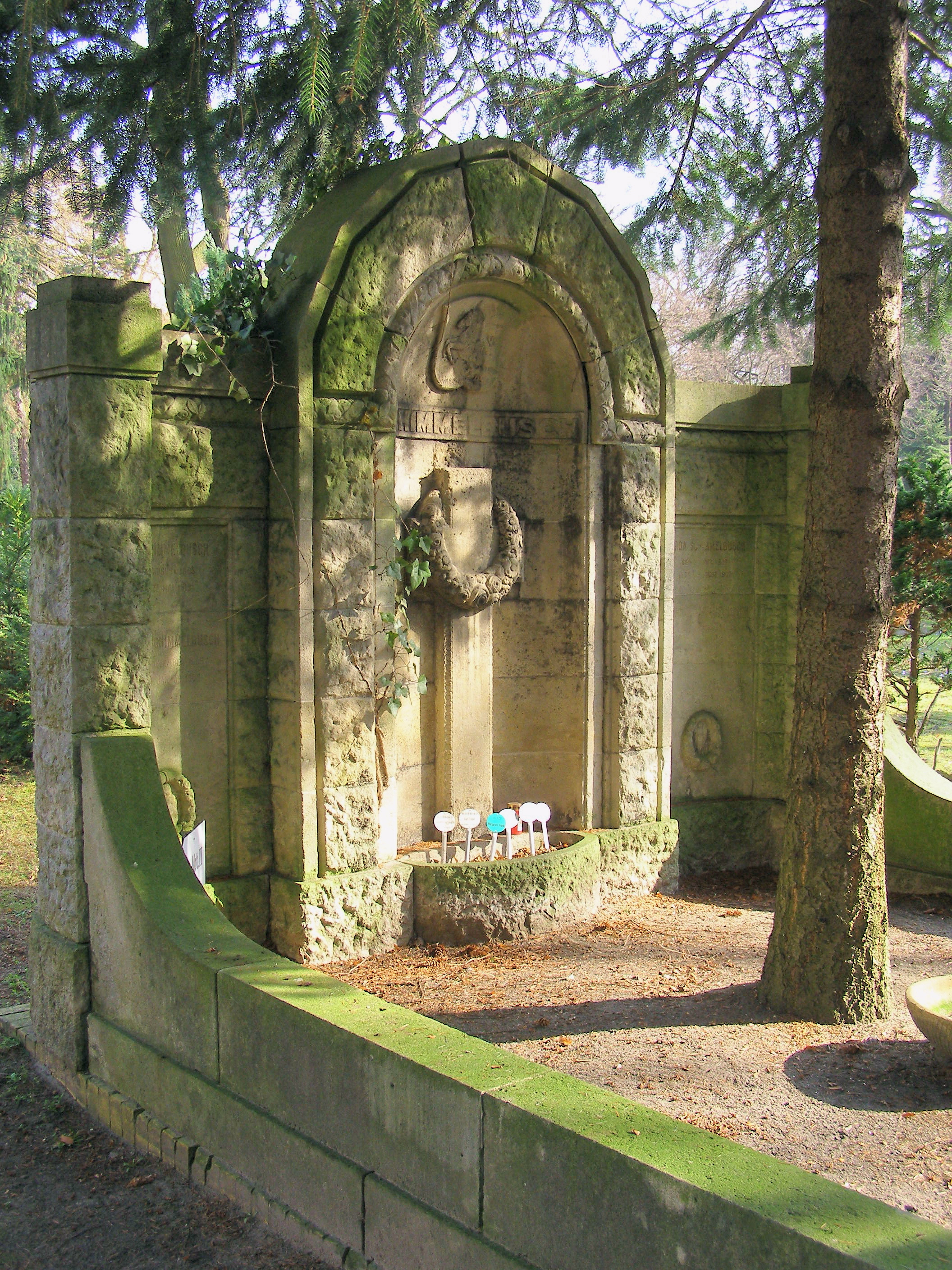
Tombe de Schimmelbusch

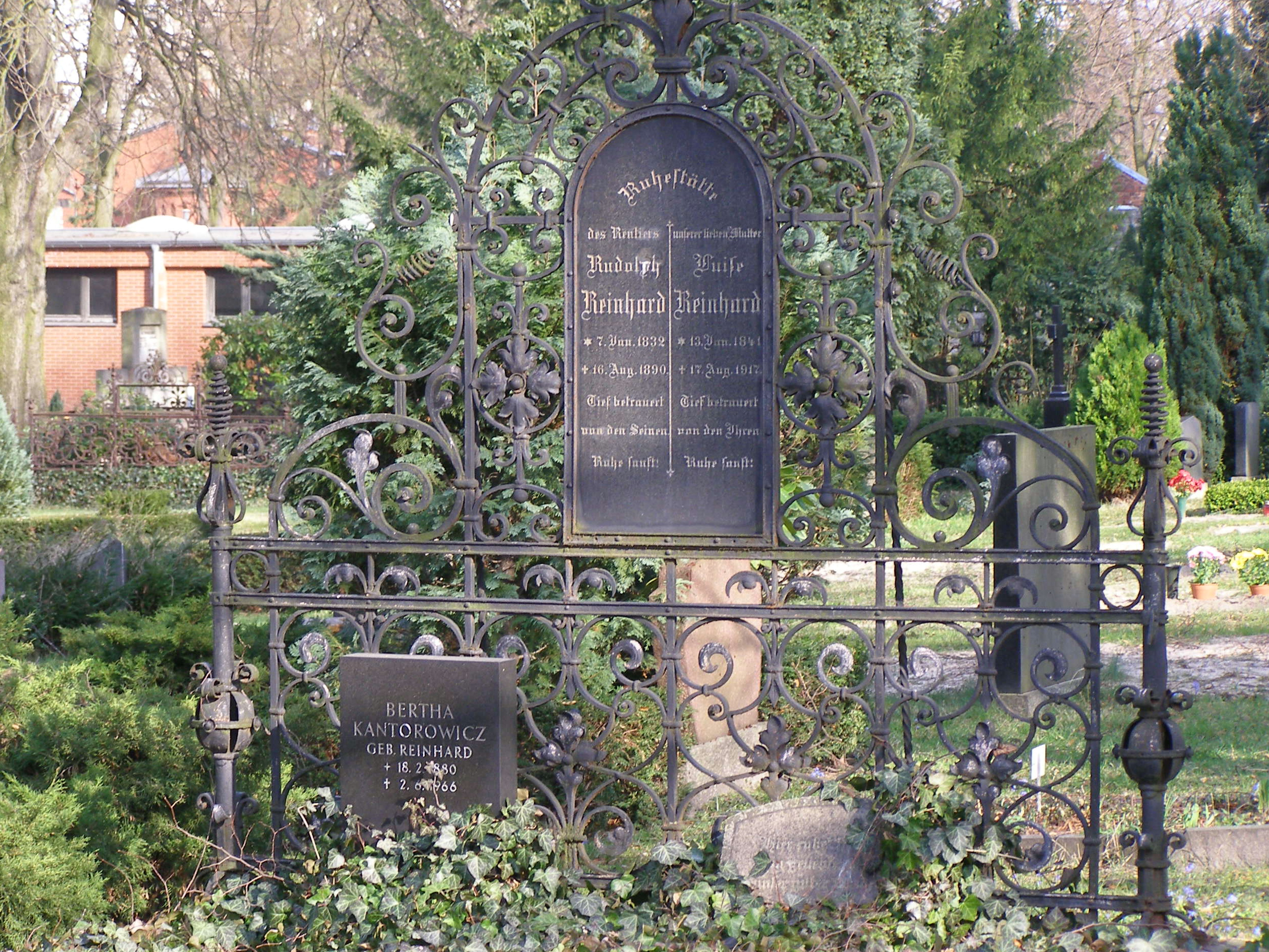
Tombe de Reinhard

### Tombes préservées
- Carl Busse (de) (1834–1896), architecte, officier du bâtiment, directeur de l'Imprimerie du Reich (de)
- Carl Ferdinand Busse (de) (1802-1868), architecte, directeur de l'Académie d'architecture de Berlin, père de Carl Busse
- Hermann Clausius (de) (1854-1925), général d'infanterie
- Johann Friedrich Dieffenbach (1792–1847), médecin, pionnier de la chirurgie plastique (jusqu'en 2012 tombe d'honneur de Berlin)
- Eduard Grell (1800–1886), compositeur, directeur de l'Académie de chant de Berlin (jusqu'en 2014 tombe honorifique de Berlin ; stèle avec médaillon portrait de Fritz Schaper)
- Paul Köthner (de) (1870-1932), chimiste, écrivain
- Ernst von Leyden (1832-1910), médecin, fondateur du mouvement des sanatoriums dans la lutte contre la tuberculose (tombe d'honneur de Berlin)
- Max Missmann (de) (1874-1945), photographe
- Martin Anton Niendorf (de) (1826–1878), écrivain, parlementaire, fondateur du Parti agraire
- Adolf Nuglisch (de) (1800-1878), parfumeur et savonnier, cofondateur de la société Treu & Nuglisch
- Moritz Heinrich Romberg (1795–1873), médecin, neuropathologiste tombe d'honneur de Berlin)
- August Selberg (1844–1935), homme politique, ancien de la ville (tombe d'honneur de Berlin)
- Conrad Heinrich Soltmann (de) (1782–1859), pharmacien et entrepreneur
- Carl Stahn (de) (1808–1891), prédicateur à l'église de Friedrichswerder
- Franz Tübbecke (1856–1937), sculpteur, élève de Reinhold Begas
- Karl Wilhelm Wach (1787–1845), peintre d'histoire
- Hermann Weigand (de) (1854–1926), homme politique, ancien de la ville, architecte du gouvernement (tombe d'honneur de Berlin)

### Tombes non conservées
- Friedrich Adler (1827-1908), officier en chef du bâtiment, chercheur en histoire du bâtiment
- Heinrich Oberländer (de) (1834-1911), acteur et professeur de théâtre
- Adolph Paalzow (de) (1823-1908), physicien
- Rudolf von Rabe (de) (1805–1883), fonctionnaire prussien et ministre d'État
- Alexander Tondeur (de) (1829-1905), sculpteur

## Pierres tombales exceptionnelles artistiques
- Julius Heese, fabricant de soie, mausolée historique (construit en 1897), aujourd'hui utilisé comme columbarium
- Paul Köthner (1848–1902), tombeau mural Art nouveau en granit rouge conçu par Erdmann (de) & Spindler (de) avec buste en bronze et reliefs en bronze de Lilli Finzelberg
- Tombe de Rönnebeck (construite en 1878), tombe murale avec mosaïque
- Tombe de Seeger (construite en 1862), mausolée
- Tombe de Spinn (construite en 1893), famille de fabricants, mausolée en forme de chapelle gothique